# Leeds (Kent)
Pour les articles homonymes, voir Leeds (homonymie).
Leeds est une paroisse civile et un village du Kent, en Angleterre.